# Anders Moen
Anders Moen (1º ottobre 1887 – 5 luglio 1966) è stato un ginnasta norvegese.

## Palmarès

### Olimpiadi
- Argento a Londra 1908 nel concorso a squadre.